# Liste des œuvres d'art des Pyrénées-Atlantiques
Cet article vise à recenser les œuvres d'art dans l'espace public des Pyrénées-Atlantiques, en France.

## Liste
Les œuvres sont classées par ordre alphabétique de communes et, au sein de celles-ci, par ordre chronologique d'installation, dans la mesure des informations disponibles.

### Sculptures
| Œuvre                                             | Auteur                              | Commune                 | Localisation                                  | Notes | Installation         | Coordonnées                        | Illustration |
| ------------------------------------------------- | ----------------------------------- | ----------------------- | --------------------------------------------- | --- | -------------------- | ---------------------------------- | --- |
| Médaillon de Joset Laduche                        | À déterminer                        | Ascain                  | À déterminer                                  | | À déterminer         | à géolocaliser                     | Médaillon de Joset Laduche |
| Buste de Mattin Treku                             | Piarres Erdozaintzi                 | Ahetze                  | À déterminer                                  | Représente Mattin Treku. | 1982                 | à géolocaliser                     | Buste de Mattin Treku |
| Buste de Léon Bonnat,                             | À déterminer                        | Bayonne                 | Dans le square Léon Bonnat                    | Représente Léon Bonnat. Remplace la statue réalisée par Victor Ségoffin érigée sur la place de la Liberté en 1923.                                                                      | À déterminer         | à géolocaliser                     | Buste de Léon Bonnat« Monument à Léon Bonnat à Bayonne », sur À nos grands hommes,« Monument à Léon Bonnat à Bayonne », sur e-monumen                                 |
| Statue du cardinal Charles Lavigerie,             | Alexandre Falguière                 | Bayonne                 | Sur la place du Réduit                        | Représente Charles Lavigerie. | 1909                 | à géolocaliser                     | Statue du cardinal Charles Lavigerie« Monument au cardinal Lavigerie à Bayonne », sur À nos grands hommes,« Monument au cardinal Lavigerie à Bayonne », sur e-monumen |
| Fresque                                           | LX.One                              | Bayonne                 | Sur le pont Charles-Vaillant                  | | 17 juillet 2015      | 43° 29′ 20″ nord, 1° 27′ 50″ ouest | FresqueVidéo de présentation, consulté le 26 août 2015. |
| Signum                                            | Massimo Ghiotti (it)                | Bayonne                 | Mail Chaho-Pelletier                          | | 2008-2010, puis 2012 | à géolocaliser                     | Image manquante |
| Buste de l'impératrice Eugénie                    | À déterminer                        | Biarritz                | Dans le jardin de la chapelle impériale       | Représente Eugénie de Montijo. | À déterminer         | à géolocaliser                     | Buste de l'impératrice Eugénie |
| Médaillon de Prosper Mérimée                      | À déterminer                        | Biarritz                | Dans le jardin de la chapelle impériale       | Représente Prosper Mérimée. | À déterminer         | à géolocaliser                     | Médaillon de Prosper Mérimée |
| Faune                                             | À déterminer                        | Biarritz                | Dans le jardin public                         | | À déterminer         | à géolocaliser                     | Faune |
| Sans titre                                        | À déterminer                        | Biarritz                | Dans le jardin public                         | | À déterminer         | à géolocaliser                     | Sans titre |
| Monument à Edmond Rostand                         | Ary Bitter                          | Cambo-les-Bains         | Sur la place Cyrano, allée de Neubourg        | Représente Edmond Rostand. | 1852                 | à géolocaliser                     | Monument à Edmond Rostand« Monument à Edmond Rostand à Cambo-les-Bains », sur À nos grands hommes                                                                     |
| Buste de Pierre Benoit                            | À déterminer                        | Ciboure                 | À déterminer                                  | Représente Pierre Benoit. | À déterminer         | à géolocaliser                     | Buste de Pierre Benoit |
| Le Tour de France dans les Pyrénées               | Jean-Bernard Métais                 | Ger                     | À déterminer                                  | | À déterminer         | 43° 13′ 50″ nord, 0° 04′ 41″ ouest | Image manquante |
| Buste du docteur Jean-Anne-Henri Depaul,          | À déterminer                        | Morlaàs                 | Sur la place Depaul, près de l'église         | Érigé sur la place de la mairie en 1982, en remplacement de l'original en bronze érigé en 1892, fondu sous le régime de Vichy, dans le cadre de la mobilisation des métaux non ferreux. | 2004                 | à géolocaliser                     | Image manquante |
| Buste de Pierre de Jélyotte                       | À déterminer                        | Oloron-Sainte-Marie     | À déterminer                                  | Représente Pierre de Jélyotte. | À déterminer         | à géolocaliser                     | Buste de Pierre de Jélyotte |
| Médaillon de Richard Vibert                       | À déterminer                        | Oloron-Sainte-Marie     | Près du musée de l'eau                        | | À déterminer         | à géolocaliser                     | Médaillon de Richard Vibert |
| Banque d'accueil                                  | Christophe Doucet                   | Pau                     | Université de Pau, bibliothèque universitaire | | 2008                 | 43° 18′ 41″ nord, 0° 21′ 52″ ouest | Image manquante |
| L'Esclavage                                       | Jean François Marie Etcheto         | Pau                     | Dans le parc Beaumont                         | Également appelé l'Abolition de l'esclavage. | 1902                 | 43° 17′ 47″ nord, 0° 21′ 39″ ouest | L'Esclavage |
| Statue de Gaston Fébus                            | Henry de Triqueti                   | Pau                     | Dans le parc du château                       | Représente Gaston III de Foix-Béarn. | 1864                 | à géolocaliser                     | Statue de Gaston Fébus« Monument à Gaston Phoebus à Pau », sur À nos grands hommes                                                                                    |
| Statue d'Henri IV                                 | Barthélemy Tremblay                 | Pau                     | Dans le château, dans le grand escalier       | Représente Henri IV. Érigée[Quand ?] dans la cour du château. | À déterminer         | à géolocaliser                     | Statue d'Henri IV |
| Statue d'Henri IV                                 | Nicolas Raggi                       | Pau                     | Sur la place Royale                           | Représente Henri IV. | 1843                 | à géolocaliser                     | Statue d'Henri IV« Monument à Henri IV à Pau », sur À nos grands hommes                                                                                               |
| Statue du maréchal Pierre Joseph François Bosquet | Édouard-François Millet de Marcilly | Pau                     | Cours Bosquet                                 | Représente Pierre Joseph François Bosquet. | 1894                 | 43° 17′ 54″ nord, 0° 21′ 52″ ouest | Statue du maréchal Pierre Joseph François Bosquet |
| Salut, Noble Béarn                                | Edmond Desca                        | Pau                     | Dans le parc Beaumont                         | | 1901                 | 43° 17′ 41″ nord, 0° 21′ 50″ ouest | Salut, Noble Béarn |
| Statue de Joseph Barbanègre,                      | Laurent Marqueste                   | Pontacq                 | Devant l'hôtel de ville                       | Représente Joseph Barbanègre. | À déterminer         | à géolocaliser                     | Statue de Joseph Barbanègre« Monument au général Barbanègre à Pontacq », sur À nos grands hommes,« Monument au général Barbanègre à Pontacq », sur e-monumen          |
| Monument à Charles Floquet,                       | Paul Ducuing                        | Saint-Jean-Pied-de-Port | Au centre de la place Floquet                 | Représente Charles Floquet. L'allégorie en bronze est fondue sous le régime de Vichy, dans le cadre de la mobilisation des métaux non ferreux.                                          | 1910                 | à géolocaliser                     | Image manquante |

### Monuments aux morts
| Œuvre                                                           | Auteur                               | Commune         | Localisation                                             | Notes                                                           | Installation | Coordonnées                        | Illustration                                       |
| --------------------------------------------------------------- | ------------------------------------ | --------------- | -------------------------------------------------------- | --------------------------------------------------------------- | ------------ | ---------------------------------- | -------------------------------------------------- |
| Monuments aux morts                                             | À déterminer                         | Bielle          | À déterminer                                             | Inscrit MH (2014)                                               | À déterminer | à géolocaliser                     | Monuments aux morts                                |
| Monuments aux morts                                             | Édouard Cazaux                       | Biarritz        | À déterminer                                             |                                                                 | 1922         | à géolocaliser                     | Monuments aux morts                                |
| Le Poilu victorieux (monument aux morts)                        | Copie d'après Eugène Bénet           | Buzy            | Sur la place de l'Église, devant l'église Saint-Saturnin |                                                                 | À déterminer | 43° 08′ 02″ nord, 0° 27′ 35″ ouest | Image manquante                                    |
| Monuments aux morts                                             | À déterminer                         | Ciboure         | À déterminer                                             |                                                                 | À déterminer | à géolocaliser                     | Monuments aux morts                                |
| Monuments aux morts                                             | À déterminer                         | Escot           | À déterminer                                             |                                                                 | À déterminer | à géolocaliser                     | Monuments aux morts                                |
| Armistice (monument aux morts)                                  | Copie d'après Jules Déchin           | Esquiule        | À déterminer                                             | Également appelé Poilu Armistice ou Armistice 11 novembre 1918. | À déterminer | à géolocaliser                     | Image manquante                                    |
| La France Victorieuse (d) et Poilu mourant (monument aux morts) | Copie d'après Jules Déchin           | Eysus           | À déterminer                                             |                                                                 | À déterminer | à géolocaliser                     | Image manquante                                    |
| Monuments aux morts                                             | À déterminer                         | Geüs-d'Oloron   | À déterminer                                             |                                                                 | À déterminer | à géolocaliser                     | Monuments aux morts                                |
| Monuments aux morts                                             | À déterminer                         | Laruns          | À déterminer                                             |                                                                 | À déterminer | à géolocaliser                     | Monuments aux morts                                |
| Poilu baïonnette au canon (d) (monument aux morts)              | Copie d'après Étienne Camus          | Lourenties      | À déterminer                                             |                                                                 | À déterminer | à géolocaliser                     | Poilu baïonnette au canon (d) (monument aux morts) |
| Le Vainqueur avec drapeau (monument aux morts)                  | Copie d'après Charles-Henri Pourquet | Mirepeix        | À déterminer                                             |                                                                 | À déterminer | à géolocaliser                     | Image manquante                                    |
| Grenadier (monument aux morts)                                  | Henri Antoine Poublan                | Nay             | Sur la place de Verdun                                   |                                                                 | 1921         | à géolocaliser                     | Grenadier (monument aux morts)                     |
| Au mépris du danger (d) (monuments aux morts)                   | Copie d'après Eugène Bénet           | Séméacq-Blachon | À déterminer                                             |                                                                 | À déterminer | à géolocaliser                     | Au mépris du danger (d) (monuments aux morts)      |

### Fontaines
| Œuvre                       | Auteur                                                                     | Commune   | Localisation                         | Notes | Installation | Coordonnées                        | Illustration                |
| --------------------------- | -------------------------------------------------------------------------- | --------- | ------------------------------------ | --- | ------------ | ---------------------------------- | --------------------------- |
| Fontaine                    | À déterminer                                                               | Arcangues | À déterminer                         | | À déterminer | à géolocaliser                     | Fontaine                    |
| Bassin-fontaine             | À déterminer                                                               | Bayonne   | Dans le square Léon Bonnat           | | À déterminer | à géolocaliser                     | Bassin-fontaine             |
| Fontaine de la Dame Blanche | À déterminer                                                               | Pau       | À déterminer                         | | À déterminer | à géolocaliser                     | Fontaine de la Dame Blanche |
| Fontaine Léon Daran         | Louis-Joseph Alexandre (la fontaine) et Théo Lanne (le vautour et l'isard) | Pau       | Sur la place Saint-Louis-de-Gonzague | Les ornements inférieurs sont fondus en 1941, dans le cadre de la mobilisation des métaux non ferreux.                                                               | 1899         | 43° 17′ 45″ nord, 0° 21′ 57″ ouest | Fontaine Léon Daran         |
| La Source                   | Paul Auban                                                                 | Pau       | Sur la place Clemenceau              | Érigée en 1913 dans le palmarium du Palais d'Hiver, sous l'escalier monumental. Elle en est retirée lors de sa démolition en 1929 et placée au musée des Beaux-Arts. | 1933         | 43° 17′ 46″ nord, 0° 22′ 07″ ouest | La Source                   |

### Œuvres disparues ou retirées
| Œuvre                                     | Auteur                              | Commune | Localisation            | Notes | Installation | Coordonnées    | Illustration    |
| ----------------------------------------- | ----------------------------------- | ------- | ----------------------- | --- | ------------ | -------------- | --------------- |
| Statue de Louis XIV                       | À déterminer                        | Pau     | Sur la place Royale     | Représentait Louis XIV. Déboulonnée en 1793 et détruite. La statue d'Henri IV est érigée à sa place en 1843.                                                              | À déterminer | à géolocaliser | Image manquante |
| Statue du général Charles Denis Bourbaki, | Édouard-François Millet de Marcilly | Pau     | Sur la place Albert 1er | Représentait Charles Denis Bourbaki. Fondue sous le régime de Vichy, dans le cadre de la mobilisation des métaux non ferreux. Le piédestal resté vide est retiré en 1977. | 1899         | à géolocaliser | Image manquante |
| Monument à Pierre de Jélyotte,            | Paul Ducuing                        | Pau     | Dans le parc Beaumont   | Représentait Pierre de Jélyotte. Fondu sous le régime de Vichy, dans le cadre de la mobilisation des métaux non ferreux. Le piédestal reste vide.                         | 1901         | à géolocaliser | Image manquante |